# Kothavalasa
Kothavalasa é uma vila no distrito de Vizianagaram, no estado indiano de Andhra Pradesh.

## Demografia
Segundo o censo de 2001, Kothavalasa tinha uma população de 12 298 habitantes. Os indivíduos do sexo masculino constituem 50% da população e os do sexo feminino 50%. Kothavalasa tem uma taxa de literacia de 69%, superior à média nacional de 59,5%: a literacia no sexo masculino é de 76% e no sexo feminino é de 62%. Em Kothavalasa, 12% da população está abaixo dos 6 anos de idade.